# José María Morelos (gemeente)
José María Morelos is een gemeente in de Mexicaanse deelstaat Quintana Roo. De hoofdplaats van José María Morelos is José María Morelos. José María Morelos heeft een oppervlakte van 4242 km².
José María Morelos heeft 31.052 inwoners, waarvan 16.023 mannen en 15.029 vrouwen. 13.195 inwoners zijn veertien jaar of jonger. 18.128 inwoners spreken een inheemse taal, waarvan Maya met 18.088 het meeste sprekers heeft.
De gemeente is genoemd naar onafhankelijkheidsstrijder José María Morelos.
Bacalar · Benito Juárez · Cozumel · Felipe Carrillo Puerto · Isla Mujeres · José María Morelos · Lázaro Cárdenas · Othón P. Blanco · Puerto Morelos · Solidaridad · Tulum